# Edward Wyke-Smith
Edward Augustine Wyke-Smith (1871–Cornualles, 1935) fue un ingeniero de minas y escritor británico que viajó por todo el mundo. Es conocido por ser el autor de El maravilloso país de los snergs libro infantil en el que aparecen los snergs, una raza ficticia que se supone inspiró los relatos de J. R. R. Tolkien sobre los hobbits. A lo largo de su vida publicó ocho libros, cuatro para adultos y cuatro para niños. 
En su juventud, Wyke-Smith reafirmó su independencia rechazando los planes paternos de ser un artista y se enroló en los Horse Guards en Whitehall. Cuando lo supo, el padre pagó una suma considerable para evitar el servicio militar del joven Edward. A continuación, Edward se enroló en la tripulación de un velero con destino Australia y la Costa oeste de los Estados Unidos. Una vez allí, trabajó un tiempo como vaquero antes de volver a Inglaterra y cursar la carrera de Ingeniería de Minas. Una vez licenciado, gestionó minas en México, el Sinaí, América del Sur, España, Portugal y Noruega. Durante la Revolución mexicana de 1913 tuvo que rescatar a su mujer de la capital del país y durante la Primera Guerra Mundial construyó un puente sobre pontones en el Canal de Suez.
Escribió su primer libro Bill of the Bustingforths durante uno de sus viajes, a petición de uno de sus hijos. Su último libro publicado fue el mencionado El maravilloso país de los snergs.